# Procession du Saint-Sang à Weingarten

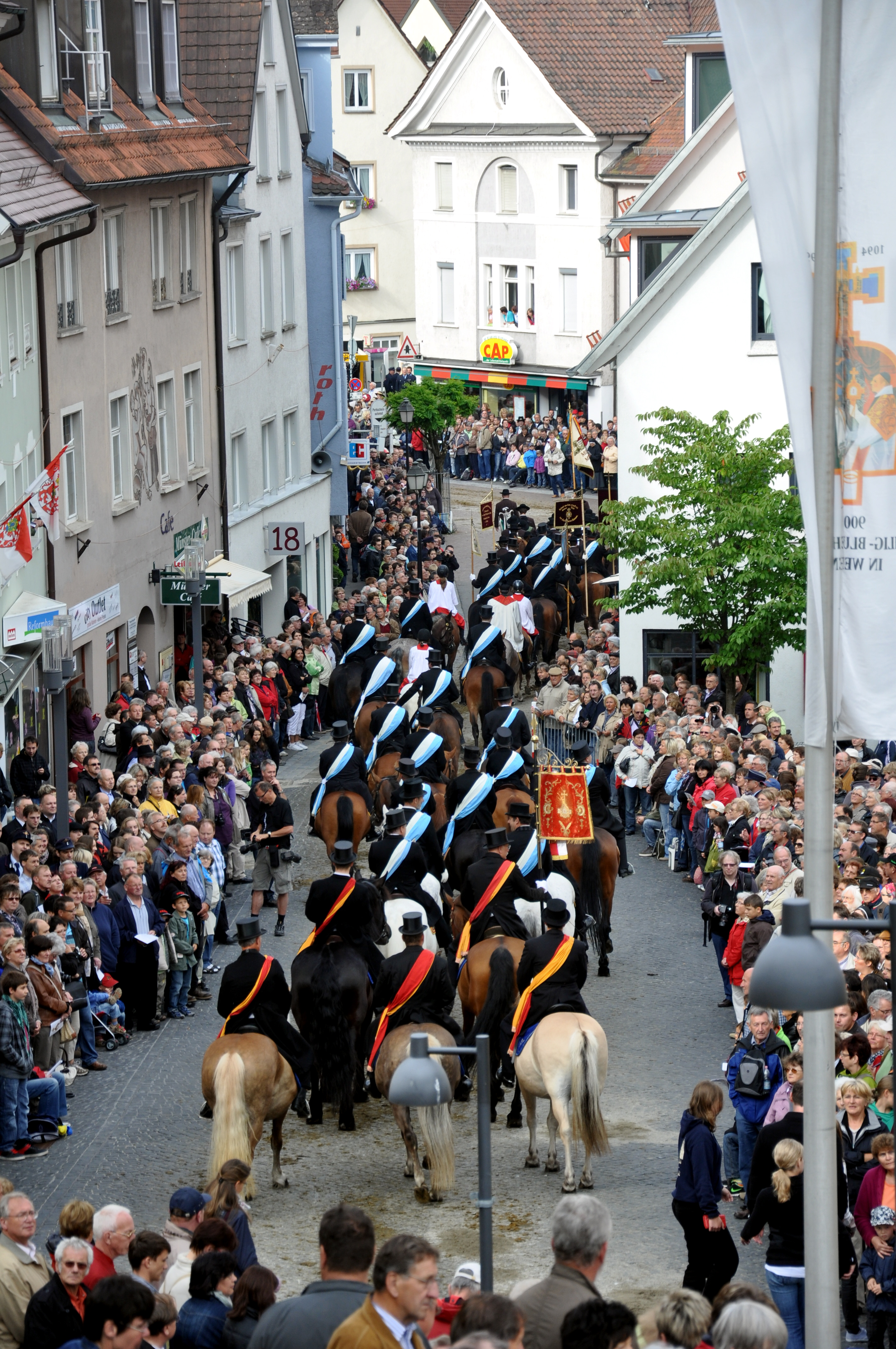
Vue de la procession en 2011 (photographie prise de la basilique).

La procession du Saint-Sang (Blutritt) est l'une des processions religieuses équestres les plus importantes d'Europe et celle en l'honneur du Saint-Sang la plus importante du monde. Elle a lieu le vendredi (Blutfreitag), lendemain du jeudi de l'Ascension, à Weingarten (Wurtemberg) en Allemagne.

## Déroulement et historique

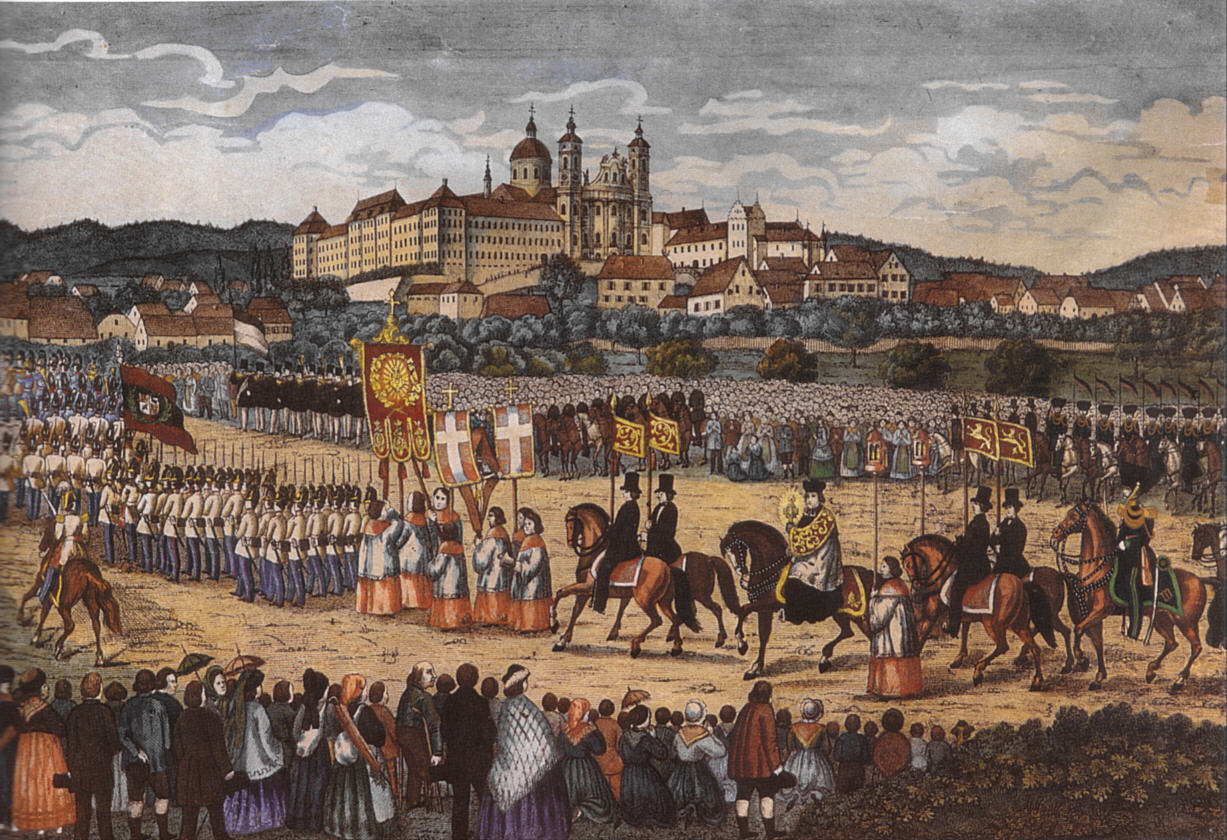
Procession du Saint-Sang en 1865, lithographie de Joseph Bayer.

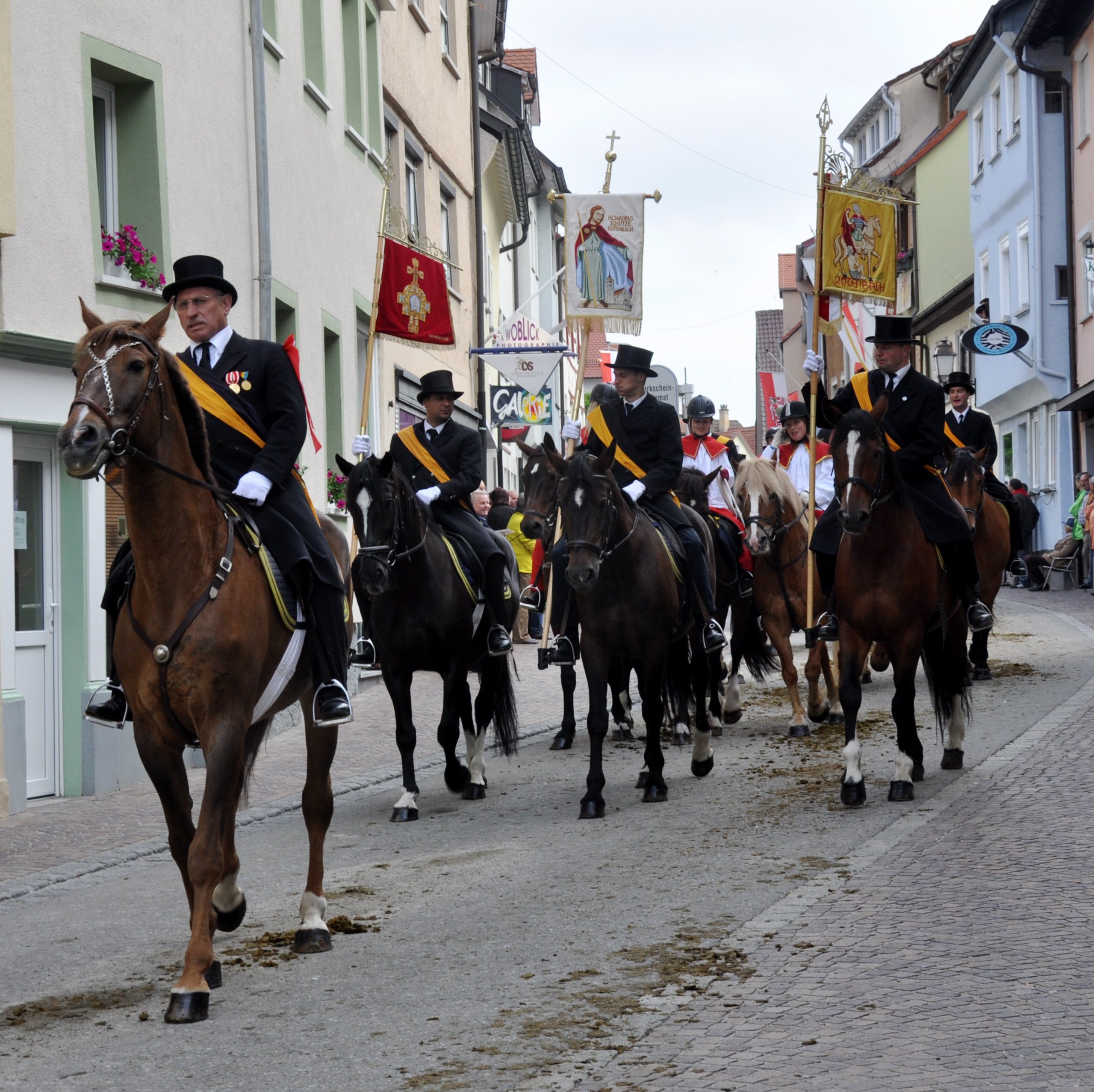
Cavaliers pèlerins venus de Rötenbach (Wolfegg) en 2011.

Cette procession se déroule en l'honneur d'un reliquaire contenant d'après la tradition populaire des morceaux de terre du Golgotha imbibés de gouttes de sang rapportées par saint Longin de la Passion du Christ dans des petites cassettes. La dépouille du centurion saint Longin a été emportée à Mantoue avec les reliques, dont une partie a été acquise par les Guelfes grâce à l'empereur Henri III et au comte Baudouin V de Flandre. La sœur de ce dernier, Judith, duchesse de Bavière, et sœur de sainte Adèle de France, fait don du reliquaire à l'abbaye de Weingarten, en Haute-Souabe, où elle est enterrée. La relique y est vénérée donc depuis près d'un millénaire. Elle se trouve habituellement dans une chapelle de côté de la basilique Saint-Martin. 
La procession à cheval remonte à cette époque. Elle est mentionnée ensuite pour la première fois par écrit en 1529. Les célébrations débutent par le sermon de fête la veille (le soir de l'Ascension), puis une procession aux flambeaux se tient de la basilique jusqu'au Kreuzberg. Le lendemain matin, la procession équestre commence à sept heures, après la messe des cavaliers de six heures du matin. Les cavaliers, qui sont au nombre d'environ trois mille répartis en une centaine de groupes par villes et villages de Souabe et Bavière, sont en frac et en chapeau haut de forme et portent le grand cordon de leurs confréries et associations, ainsi que leurs décorations. Plusieurs fanfares et chorales défilent également. La procession parcourt les rues de la ville, accompagnée de plus de trente mille pèlerins et visiteurs. Dans cette première partie elle a le caractère de fête. Puis les cavaliers seuls parcourent les champs et la procession devient plus spirituelle, au caractère de prière. Elle s'arrête à quatre stations (autels) et se termine à midi devant la basilique, où les reliques sont vénérées à la messe des fidèles et toute l'après-midi.
Une autre procession équestre en l'honneur du Saint-Sang se tient dans la région à Bad Wurzach le deuxième vendredi de juillet avec environ mille cinq-cents cavaliers.

## Illustrations

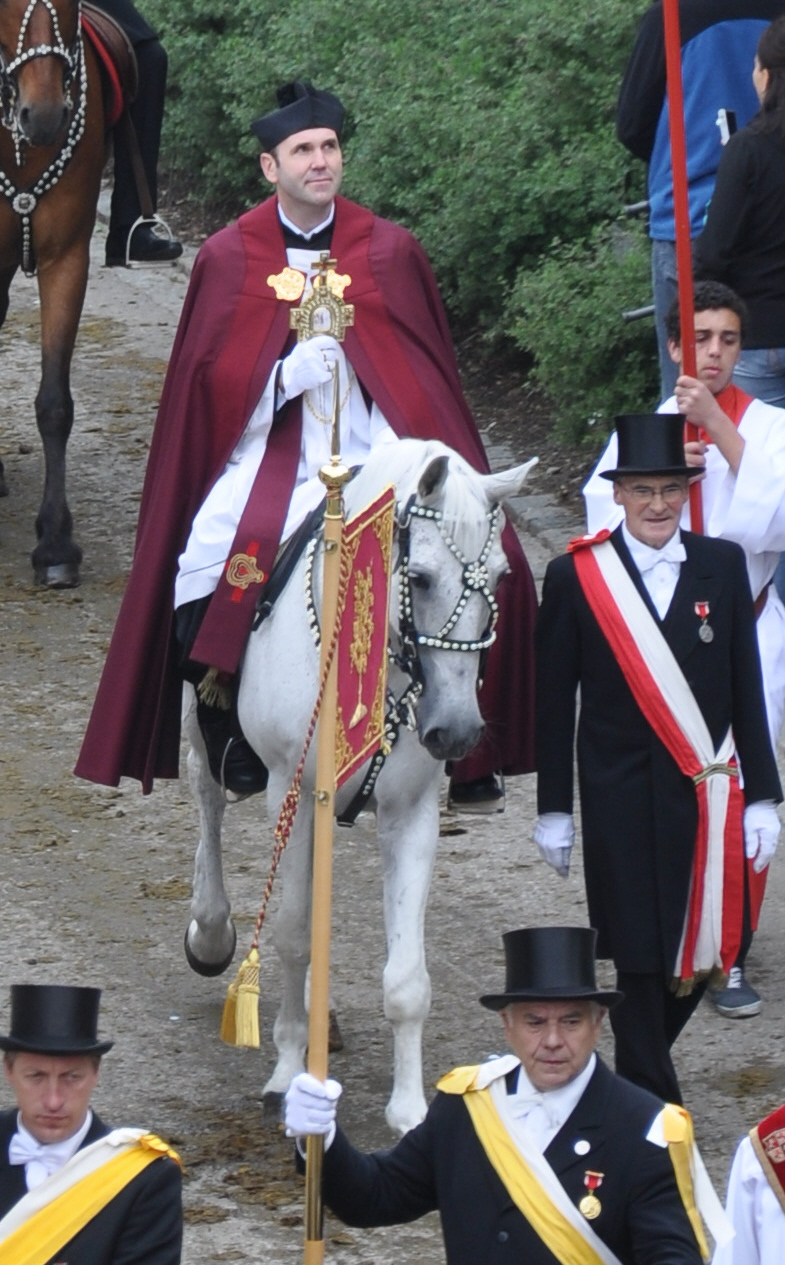
Relique portée par le prêtre (2011)
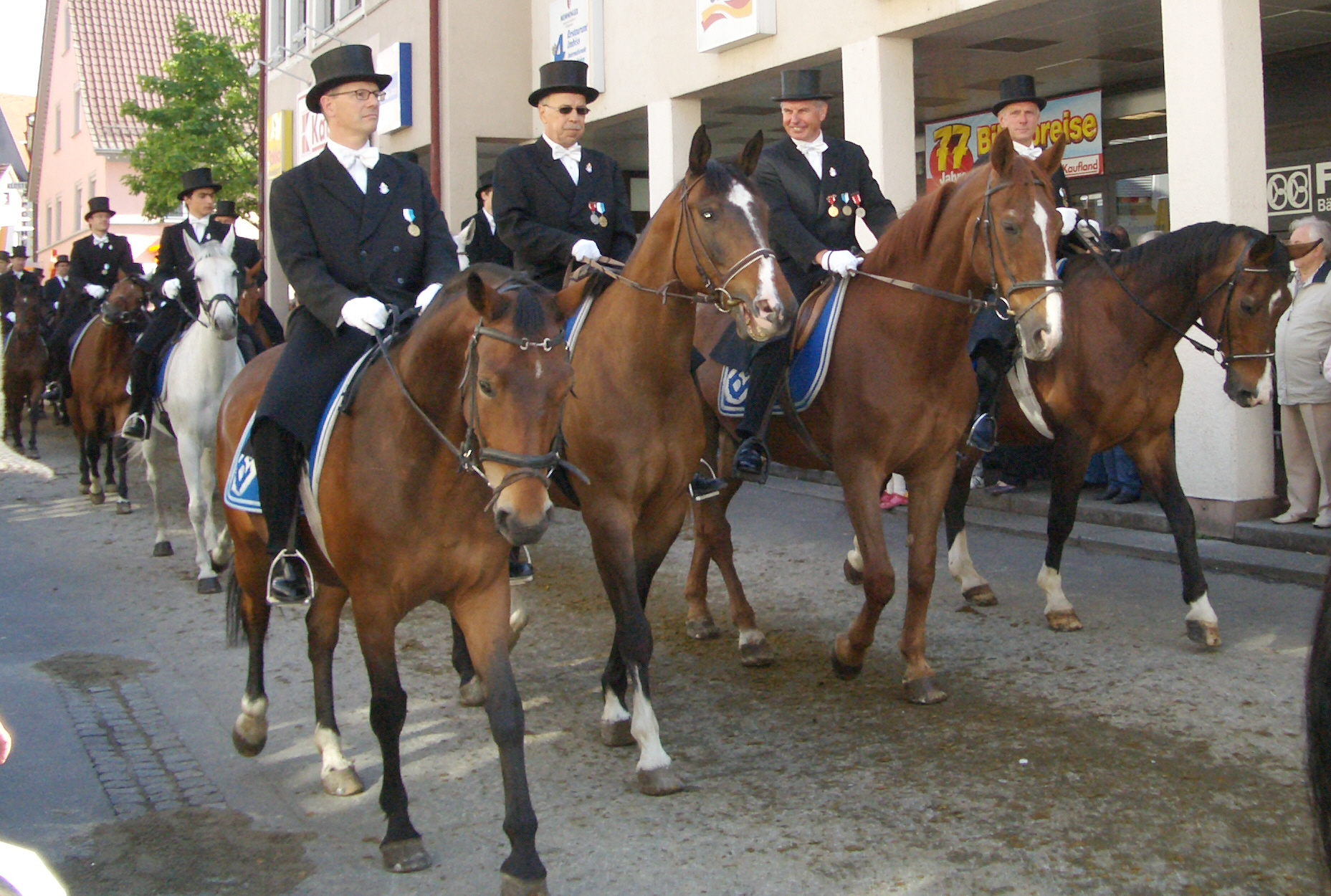
Cavaliers venus de Ravensburg portant leurs décorations (2007)
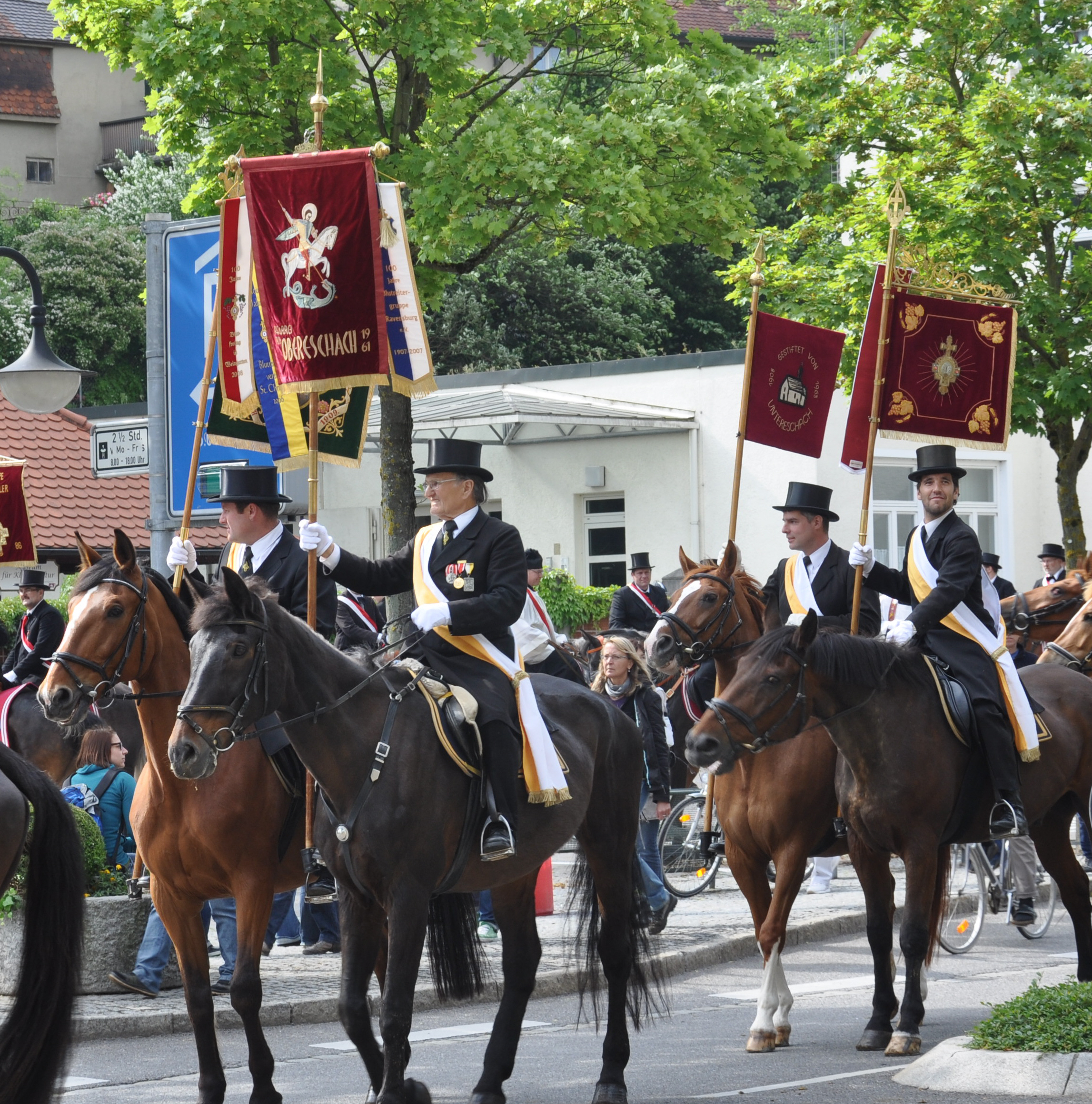
Cavaliers venus d'Eschach portant leurs bannières de processions et leurs étendards (2011)
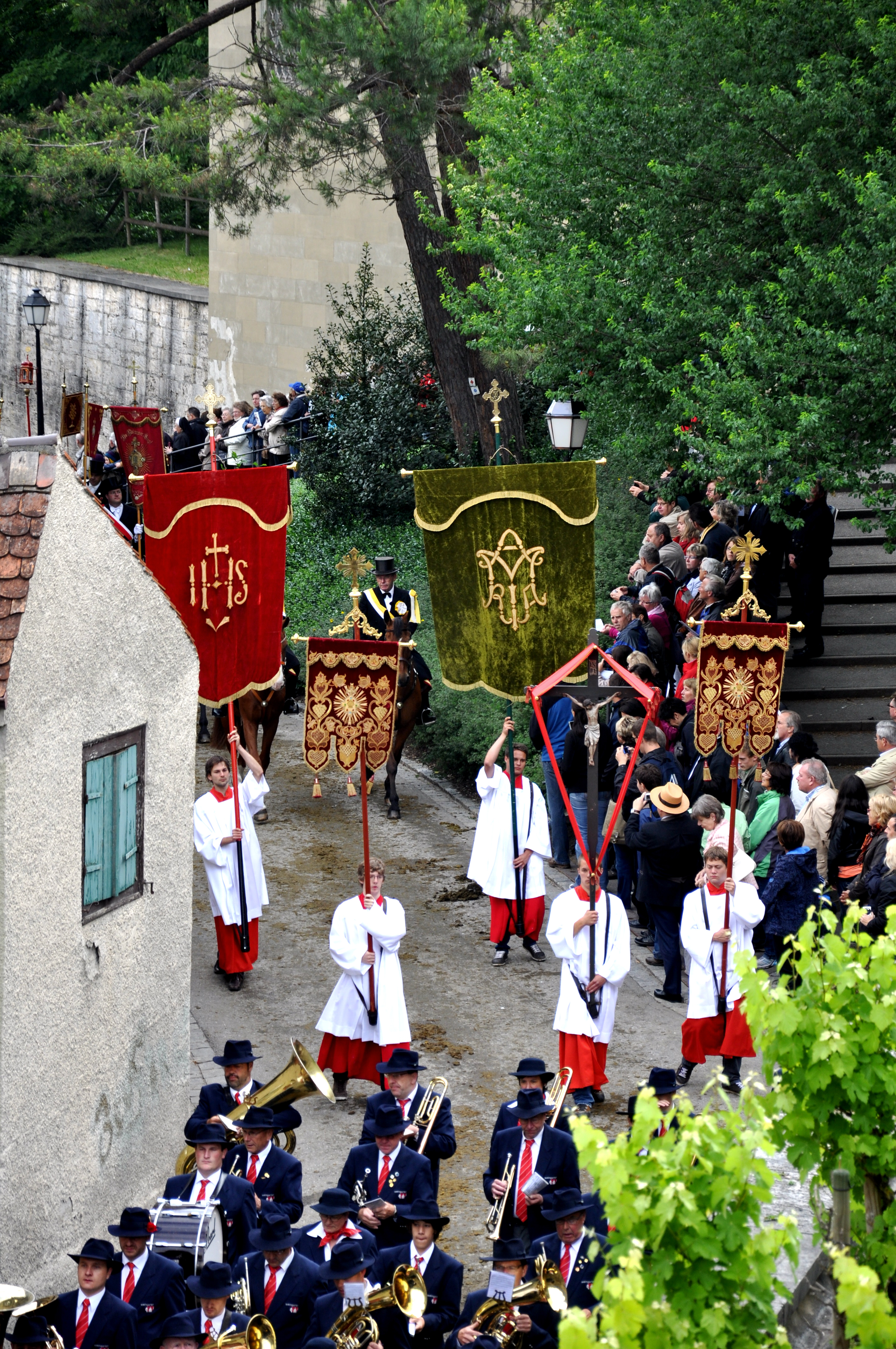
La fanfare de Weingarten et quelques bannières de procession
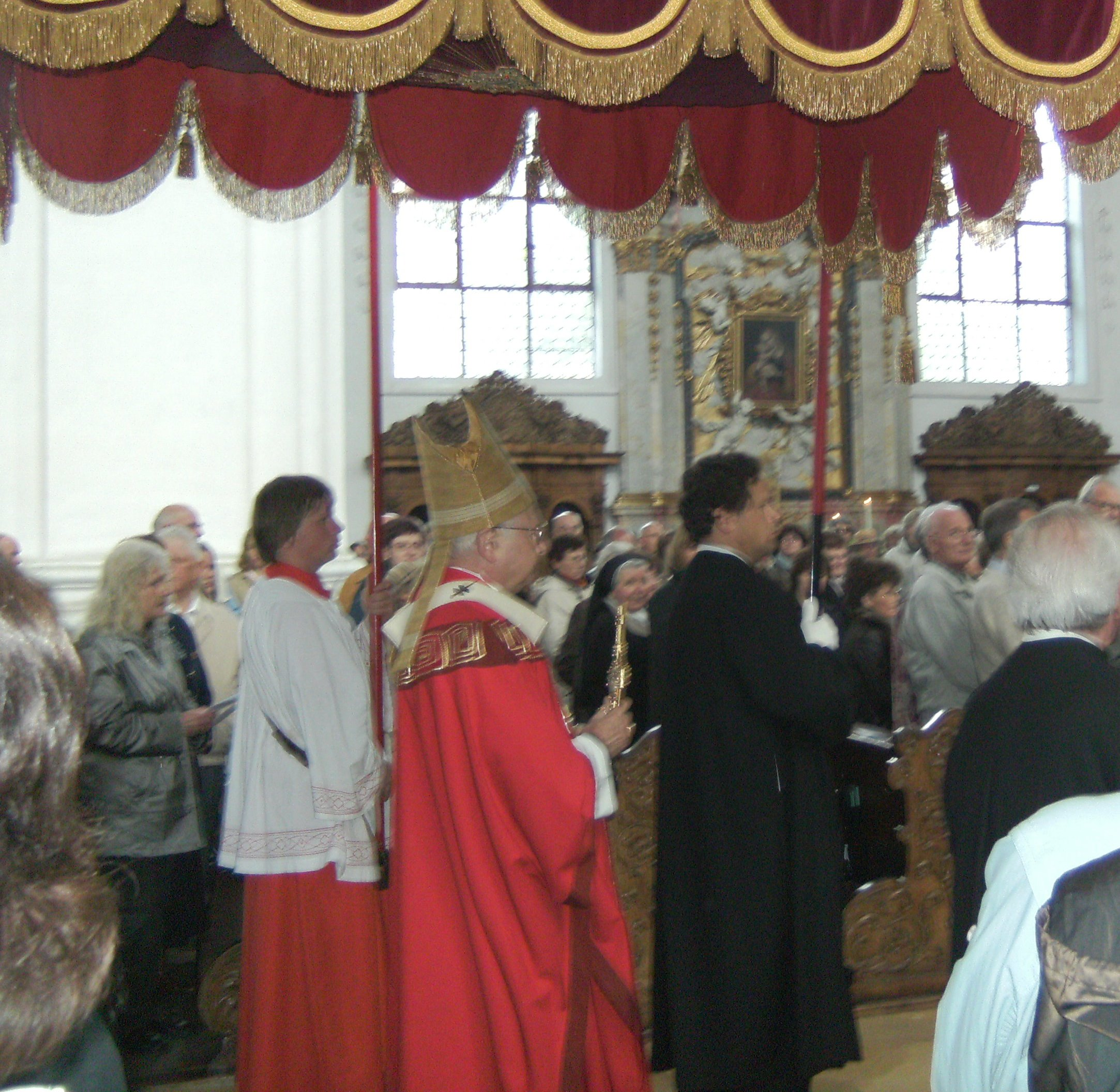
L'archevêque de Fribourg, Mgr Zollitsch, entre à la basilique avec la relique (2008)

## Source
- (de) Cet article est partiellement ou en totalité issu de l’article de Wikipédia en allemand intitulé « Blutritt » (voir la liste des auteurs).

### Articles liés
- Abbaye de Weingarten
- Procession du Saint-Sang à Bruges
- Procession de Kötzting, le lundi de Pâques
- Procession religieuse
- Processions équestres de Pâques